# Crónicas marcianas (programa de televisión)
Crónicas marcianas fue un programa de televisión producido por Gestmusic y emitido en Telecinco entre 1997 y 2005. Estaba dirigido y presentado por Javier Sardà y contaba con Miquel José y Jordi Roca, con quienes Sardá había creado La ventana en la Cadena SER, como subdirectores y guionistas.
Fue el programa de medianoche más longevo y más visto de la historia de la televisión española. Considerado por muchos como uno de los máximos exponentes de la telebasura en España, obtuvo multitud de premios, como un Ondas, dos Premios Iris y seis TP de Oro.

## Historia
Crónicas marcianas empezó a emitirse el 8 de septiembre de 1997 para competir con el programa presentado por Pepe Navarro en Antena 3 La sonrisa del pelícano, entonces líder de audiencia de la franja nocturna. En principio, Crónicas marcianas aportaba menos sensacionalismo y un humor más blando, con humoristas, fieras salvajes, vídeos de traspiés, caídas y Martí Galindo, que realizaba las tareas de presentador, junto a Sardà. Se entrevistaba entonces a personajes como Cindy Crawford, Marta Sánchez, David Copperfield, Enrique Iglesias, Ricky Martin.
Crónicas marcianas llegó a superar en audiencia a La sonrisa del pelícano pero, cuando este último programa desapareció en medio de la polémica, aquel se convirtió en líder indiscutible de su franja horaria. Boris Izaguirre pasó a ocuparse del análisis "semiótico" de la actualidad del corazón, además de realizar números de transformismo y striptease. Nuevos humoristas y personajes públicos se irían sucediendo, como Manel Fuentes, Mariano Mariano, Paz Padilla o Rosario Pardo. Por su parte, Cristina Almeida, Anna Balletbò, Celia Villalobos, Begoña Ameztoy, el padre Apeles, Isabel García Marcos, Loles León, Javier Nart, Enrique del Pozo, Ramoncín, Ivonne Reyes, Juan Adriansens, Empar Moliner... debatían temas candentes de la actualidad política y social. Desde Esta noche cruzamos el Mississippi, acudió Francisco Pérez Abellán para ocuparse de los crímenes mientras que Carmen Vijande conducía una sección de sexología y la actriz pornográfica Anastasia Mayo realizaba números de striptease en el plató. 
Por su parte, Javier Cárdenas recorría España para encontrar distintos personajes para entrevistarles. Algunos consideran que el objetivo de estas entrevistas era la burla, incluso Cárdenas y el propio Sardà fueron condenados por una entrevista a un discapacitado. Se harían populares así Paco Porras, Leonardo Dantés, Tamara, la Pantoja de Puerto Rico, El Pozí, La Bruja Lola, Carmen de Mairena, el Mocito Feliz y otros personajes, a algunos de los cuales recurriría para rodar una película para las pantallas españolas: FBI: Frikis Buscan Incordiar. Por su parte, la controvertida cantante Tamara llegaría a encabezar la lista de sencillos más vendidos del país. El programa también patrocinó la venta de diversos recopilatorios de música. 
A partir de 2000, Crónicas marcianas comenzó a explotar el fenómeno de los concursos de telerrealidad, como Gran Hermano y Hotel Glam, hasta tal punto que muchos de sus exconcursantes se convirtieron en contertulios del programa, sustituyendo a los anteriores. Ejemplos de ello son Aída Nízar, Sonia Arenas, Jorge Berrocal, Dinio García, María José Galera, Kiko Hernández, Carlos Navarro El Yoyas, Silvia Fominaya, Marta López, Pocholo Martínez-Bordiú, Noemí Ungría y Raquel Morillas entre otros. Las mesas de debate pasaron a ser ocupadas por Nuria Bermúdez, Borja Hernán, Erika Alonso, Mari Cielo Pajares (hija del actor Andrés Pajares), Alessandro Lecquio (expareja de Ana Obregón), Coto Matamoros, Sonia Monroy, Mayte Alonso, Mila Ximénez y otros personajes. La fama de algunas de estas personas se debía principalmente a sus relaciones sentimentales con artistas o con otros famosos similares. De esta forma, se potenció el boom de los famosos que lo eran tan solo por aparecer en la televisión y en la llamada prensa del corazón. Eran habituales los temas en los que se desvelaba las relaciones sentimentales de los demás, las acusaciones entre sí de maltrato, consumo o tráfico de drogas o de ejercicio de la prostitución. En esta última época, Carlos Latre, Xavier Deltell y Rocío Madrid se incorporaron junto a Sardà como copresentadores. 
En la temporada 2004-2005 la audiencia mermó. Por otro lado, programas en su misma franja horaria, como Buenafuente, de Andreu Buenafuente de contenidos notablemente distintos respecto a Crónicas, comenzó a restarle espectadores, hasta que se anunció su despedida al finalizar la temporada, siendo aún líder de audiencia nocturna.

## Listado de colaboradores
- Juan Adriansens (1998-2001).
- Mayte Alonso (2002-2003)
- Erika Alonso (1999-2005)
- Begoña Ameztoy (2000-2005)
- Padre Apeles (1997-1998 y 2004-2005).
- Jorge Berrocal (2000-2003).
- Fayna Bethencourt (2001-2003).
- Frank Blanco (2000-2002).
- Daniela Blume (2003-2005).
- Nuria Bermúdez (2003-2005).
- Javier Cárdenas (2002-2005).
- Toni Clapés (1998-2000).
- Xavier Deltell (1997-2005).
- Carlos Ferrando (1997-1998).
- Antonio David Flores (2003-2005).
- Manel Fuentes (1997-2001).
- Íñigo González (2000-2001).
- Borja Hernán (2000-2002).
- Carmen Hornillos (2000-2005).
- Boris Izaguirre (1999-2005).
- Carlos Latre (2002-2005).
- Jesús Locampos (2000-2005).
- Marta López (2001-2005).
- Alessandro Lecquio (2001-2005).
- Karmele Marchante (1997-1998).
- Mariano Mariano (1997-2002).
- Sonia Monroy (1998-2005).
- Cristina Ortiz Rodríguez, "La Veneno" (2001-2003).
- Paz Padilla (1997-1999).
- Salvador Sostres.[6]
- Marbelys Zamora, Marta Torres y Vanessa García —Bailarinas del programa— (2001-2005).
- Rocío Madrid (2001-2005).
- Kiko Matamoros (2003-2005).
- Juan Carlos Ortega (2003-2005).
- Martí Galindo (1997-2002).
- Kiko Hernández (2003-2005).
- Silvia Fominaya (2003-2005).
- Natacha Jaitt (2004-2005).
- Pilar Rahola (1998-2004).
- Coto Matamoros (2000-2004).
- Antonio Escohotado Espinosa (2000-2005)
- Carlos Navarro "El Yoyas" (2001-2004).
- Carlos Pumares (2002-2004).
- Raquel Morillas (2003-2004).
- Aída Nízar (2003-2004).
- Mila Ximénez (2004).
- Pepe Calabuig (2000-2002).
- Enrique del Pozo (2000-2002).
- Rosario Pardo (2000-2002).
- Fernando Ramos (2000-2002).
- Nacho Rodríguez (2000-2002).
- Chiqui Martí (1999-2001).
- Judit Sánchez (1999-2000).
- Bibiana Fernández (1998).
- Anastasia Mayo (2004-2005).

## Evolución de las audiencias por temporadas
| Temporada | Temporada | Estreno                  | Final               | Audiencia media | Audiencia media |
| Temporada | Temporada | Estreno                  | Final               | Espectadores    | Share           |
| --------- | --------- | ------------------------ | ------------------- | --------------- | --------------- |
|           | 1         | 8 de septiembre de 1997  | 9 de julio de 1998  | 1 817 000       | 22,6%           |
|           | 2         | 21 de septiembre de 1998 | 15 de julio de 1999 | 1 539 000       | 24,7%           |
|           | 3         | 20 de septiembre de 1999 | 13 de julio de 2000 | 1 535 000       | 29,3%           |
|           | 4         | 25 de septiembre de 2000 | 12 de julio de 2001 | 1 798 000       | 35,2%           |
|           | 5         | 17 de septiembre de 2001 | 11 de julio de 2002 | 1 759 000       | 32,8%           |
|           | 6         | 16 de septiembre de 2002 | 10 de julio de 2003 | 1 866 000       | 34,0%           |
|           | 7         | 22 de septiembre de 2003 | 15 de julio de 2004 | 2 008 000       | 35,9%           |
|           | 8         | 20 de septiembre de 2004 | 21 de julio de 2005 | 1 441 000       | 30,0%           |
| Total     | Total     | 8 de septiembre de 1997  | 21 de julio de 2005 | 1 720 000       | 30,6%           |

## Premios y nominaciones
| Año           | Categoría                                                   | Dirigido a                                                  | Resultado     |
| Antena de Oro | Antena de Oro                                               | Antena de Oro                                               | Antena de Oro |
| ------------- | ----------------------------------------------------------- | ----------------------------------------------------------- | ------------- |
| 1998          | Televisión                                                  | Javier Sardà                                                | Ganador       |
| Premios Turia |                                                             |                                                             |               |
| 1998          | Mejor programa de televisión                                | Mejor programa de televisión                                | Ganador       |
| TP de Oro     |                                                             |                                                             |               |
| 1998          | Mejor programa magazine y de variedades                     | Mejor programa magazine y de variedades                     | Ganador       |
| 1998          | Mejor presentador                                           | Javier Sardà                                                | Ganador       |
| 1998          | Revelación                                                  | Martí Galindo                                               | Ganador       |
| 1999          | Mejor programa de espectáculos y entretenimiento            | Mejor programa de espectáculos y entretenimiento            | Ganador       |
| 1999          | Mejor presentador                                           | Javier Sardà                                                | Ganador       |
| 2000          | Mejor presentador                                           | Javier Sardà                                                | Nominado      |
| 2001          | Mejor programa de espectáculos y entretenimiento            | Mejor programa de espectáculos y entretenimiento            | Ganador       |
| 2001          | Mejor presentador                                           | Javier Sardà                                                | Nominado      |
| 2002          | Mejor presentador                                           | Javier Sardà                                                | Nominado      |
| 2003          | Mejor programa de espectáculos y entretenimiento            | Mejor programa de espectáculos y entretenimiento            | Nominado      |
| 2003          | Mejor presentador                                           | Javier Sardà                                                | Ganador       |
| 2004          | Mejor programa de espectáculos y entretenimiento            | Mejor programa de espectáculos y entretenimiento            | Ganador       |
| 2004          | Mejor presentador                                           | Javier Sardà                                                | Ganador       |
| 2005          | Mejor programa de entretenimiento                           | Mejor programa de entretenimiento                           | Nominado      |
| 2005          | Mejor presentador/a de programas de entretenimiento         | Javier Sardà                                                | Nominado      |
| Premios Ondas |                                                             |                                                             |               |
| 2000          | Nacionales de televisión: Mejor programa de entretenimiento | Nacionales de televisión: Mejor programa de entretenimiento | Ganador       |
| Premios ATV   |                                                             |                                                             |               |
| 1999          | Mejor comunicador de programas de entretenimiento           | Javier Sardà                                                | Ganador       |

## Versiones internacionales
Hasta ahora, el formato de televisión enteramente creado en España ha sido exportado en dos países en el mundo. 

### Ediciones extranjeras
| País     | Nombre            | Presentador(es) | Canal    | Estreno   |
| -------- | ----------------- | --------------- | -------- | --------- |
| Italia   | Cronache marziane | Fabio Canino    | Italia 1 | 2004-2005 |
| Portugal | Noites marcianas  | Carlos Cruz     | SIC      | 2001      |